# Jeff Varem
Jeff Varem, né le 16 juillet 1983, dans l'État de Benue, au Nigeria, est un joueur nigérian de basket-ball. Il évolue au poste d'ailier. 

## Palmarès
- Finaliste du championnat d'Afrique 2003
- 3e du championnat d'Afrique 2005